# Michele Gebbia
Michele Gebbia (Palermo, 8 febbraio 1854 – Palermo, 27 dicembre 1929) è stato un matematico italiano.

## Biografia
Si è laureato in ingegneria all'Università di Palermo nel 1875. Nel predetto ateneo è stato Libero docente di meccanica razionale, poi di statica grafica, infine di fisica matematica. È stato nominato professore ordinario nel 1914.
I suoi lavori hanno riguardato, con tesi innovative, per lo più la sistemazione della teoria dell'elasticità, con particolare riferimento alle deformazioni tipiche dei corpi elastici, alcune delle quali portano il suo nome, e la teoria della dislocazione.
È stato fra i soci fondatori del Circolo Matematico di Palermo.

## Opere principali
- Determinazione grafica degli sforzi interni nelle travature reticolari con aste sovrabbondanti, in «Memorie della Classe di scienze fisiche, matematiche e naturali» della Reale Accademia dei Lincei, s. III, a. DDLXXVIII (1881) v. 9., pp. 15.
- Sugli sforzi interni dei sistemi articolati, in «Memorie della Classe di scienze fisiche, matematiche e naturali» della Reale Accademia dei Lincei, s. III, a. DDLXXIX (1882), v. 13, pp. 17.
- Su due proprietà della rotazione spontanea dei corpi, in «Memorie della Classe di scienze fisiche, matematiche e naturali» della Reale Accademia dei Lincei, s. IV, a. DDLXXXII (1885), v. 1, pp. 10.
- Le deformazioni tipiche dei corpi solidi elastici, in «Annali di Matematica pura ed applicata», s. III, 1904, t. X, pp. 44.
- Sulla integrabilità delle condizioni di rotolamento di un corpo solido sopra un altro, e su qualche questione geometrica che vi è connessa, in «Rendiconti del Circolo matematico di Palermo», 1905, tomo XX, pp. 265–303.
- Studio sulla spinta delle terre, in «Zeitschrift für Angewandte Mathematik und Physik», vol. 61, 1912, fasc. 1-2, pp. 102–201 (anche Teubner, Lipsia 1912)